# Malmij (Kírov)
|  | Per a altres significats, vegeu «Malmij». |

Malmij (en rus: Малмыж) és una ciutat de l'óblast de Kírov, a Rússia, segons el cens del 2021 tenia 6.931 habitants. És la capital del districte (raion) homònim. Es troba a la vora del riu Txoixma, un afluent del Viatka, a 128 km al nord-est de Kazan, a 294 km al sud-est de Kírov i a 818 km a l'est de Moscou.

## Història
Malmij és mencionada per primera vegada com a poble al segle XV. S'hi construí una fortalesa el 1584. Rebé l'estatus de ciutat el 1780.